# Marquesado de Zornoza
El marquesado de Zornoza es un título nobiliario español creado el 19 de abril de 1857 por la reina Isabel II a favor de Isidoro de Hoyos y Rubín de Celis, I marqués de Hoyos.
La denominación del título se refiere a la Merindad de Zornoza.

## Marqueses de Zornoza
|                        | Titular                                       | Periodo                |
| Creación por Isabel II | Creación por Isabel II                        | Creación por Isabel II |
| ---------------------- | --------------------------------------------- | ---------------------- |
| I                      | Isidoro de Hoyos y Rubín de Celis             | 1857-1876              |
| II                     | Paulina de Hoyos y de la Torre Rubín de Celis | 1876-1921              |
| III                    | José María de Hoyos y Vinent                  | 1922-1957              |
| IV                     | Ricardo López de Carrizosa y de Hoyos         | 1957-1999              |
| V                      | Carlos López de Carrizosa y Mitjans           | 1999-2018              |
| VI                     | Soledad López de Carrizosa y Mitjans          | 2018-actual titular    |

## Historia de los marqueses de Zornoza
- Isidoro de Hoyos y Rubín de Celis (m. 3 de septiembre de 1875), I marqués de Zornoza y I marqués de Hoyos, grande de España.[2]  Fue comandante general del Real Cuerpo de Guardias Alabarderos. Le fueron concedidas las grandes cruces de la Orden de Isabel la Católica en 1844 y de la Orden de Carlos III en 1864.

El 13 de diciembre de 1876, le sucedió su sobrina:
- Paulina de Hoyos y de la Torre Rubín de Celis (m. 10 de febrero de 1921), II marquesa de Zornoza.[1] Era hija de Marcelina de la Torre y Hortegón y de su segundo esposo, Hipólito de Hoyos Rubín de Celis, hermano del primer marqués.[3]

El 25 de julio de 1922, sucedió su sobrino:
- José María de Hoyos y Vinent (Madrid, 15 de mayo de 1874-1 de abril de 1959), III marqués de Zornoza,[1] III marqués de Hoyos, grande de España[2] IV marqués de Vinent, III vizconde de Manzanera,[4] gentilhombre grande de España con ejercicio y servidumbre del rey Alfonso XIII. Era hijo de Isidoro de Hoyos y de la Torre, II marqués de Hoyos, y de su esposa Isabel de Vinent y O'Neill, II marquesa de Vinent.[2]

Casó, en Jerez de la Frontera, el 8 de noviembre de 1901, con Isabel Sánchez de Hoces, XI duquesa de Almodóvar del Río, XIV marquesa de Almodóvar del Río, IX marquesa de Puebla de los Infantes, dama de la Reina Victoria Eugenia de España. En 27 de abril de 1957, sucedió su nieto:
- Ricardo López de Carrizosa y de Hoyos (m. Jerez de la Frontera, 29 de marzo de 2013[6]), IV marqués de Zornoza,[1]  III duque de Algeciras, [7] XI marqués de la Puebla de los Infantes, dos veces grande de España.[8] caballero de la Orden de Malta y maestrante de Sevilla.[8] Era hijo de María de las Mercedes de Hoyos y Sánchez-Romata, II duquesa de Algeciras, y su esposo Ricardo López de Carrizosa y Martel.[8][9]

Casó, el 20 de julio de 1958, con Sofía Mitjans y Verea, hija de Carlos Alfonso Mitjans y Fitz-James Stuart, XXI conde de Teba,  XV conde de Baños y de Baños, grande de España, y de Elena Verea Corcuera. En 23 de febrero de 1999, por cesión, sucedió su hijo:
- Carlos López de Carrizosa Mitjans (n. 1959), V marqués de Zornoza,[1] IV duque de Algeciras, grande de España[7] y XII marqués de la Puebla de los Infantes.

Casó con Fernanda López de Carrizosa y Caballero. En 22 de noviembre de 2018, por cesión, sucedió su hermana:
- Soledad López de Carrizosa Mitjans, VI marquesa de Zornoza.[12][1]

Casó con Rafael Pacheco y Bohorques.